# 馬克希伊夫卡
46°29′52″N 34°54′39″E / 46.49778°N 34.91083°E
馬克希伊夫卡（烏克蘭語：Макшіївка）是位於烏克蘭南部的村莊，由赫爾松州海尼切斯克區的海尼切斯克市镇負責管轄。該村始建於1915年，面積8.25平方公里，該村落海拔高度26米。